# Leszczany (gmina Krynki)
Leszczany – wieś w Polsce położona w województwie podlaskim, w powiecie sokólskim, w gminie Krynki.
W latach 1975–1998 miejscowość należała administracyjnie do województwa białostockiego.
Prawosławni mieszkańcy należą do parafii w Ostrowiu Północnym a katoliccy mieszkańcy do parafii w Podlipkach.